# Rue Josefská
La rue Josefská est une voie de Prague. Située dans le quartier de Malá Strana, elle relie les rues Mostecká et Letenská.

## Origine du nom
Elle porte le nom de l'église Saint-Joseph fondée en 1686.

## Historique
Au Moyen Âge, la route menait à la porte sud du Château de Prague, partant du gué de la Vltava, puis du pont Judith et en 1357 du pont Charles. À l'extrémité nord de la rue se trouve l'église Saint-Thomas, qui a donné le nom original de la rue "Saint-Thomas". L'église a été fondée par le roi Venceslas II en 1285 et nomme la voisine Rue Tomášská. Le nom de la nouvelle église de la rue "Josefská" est utilisé depuis le début du XVIIIe siècle.

Il y a un monastère de Carmélites Déchaussés près de l'église au numéro 4, en 1655–1782, le premier couvent de Carmes déchaussés en Bohême. L'entrée du bâtiment arrière du palais Kaiserstein est au numéro 3, le bâtiment d'origine de la Renaissance a été rénové à plusieurs reprises et est maintenant utilisé pour des conférences, des expositions, etc.. Au numéro 6 se trouve le palais Oettingen construit à partir d'un bâtiment à l'origine gothique mentionné pour la première fois en 1406. Au XXe siècle, il y avait un gymnase et plus tard une maison de location. 

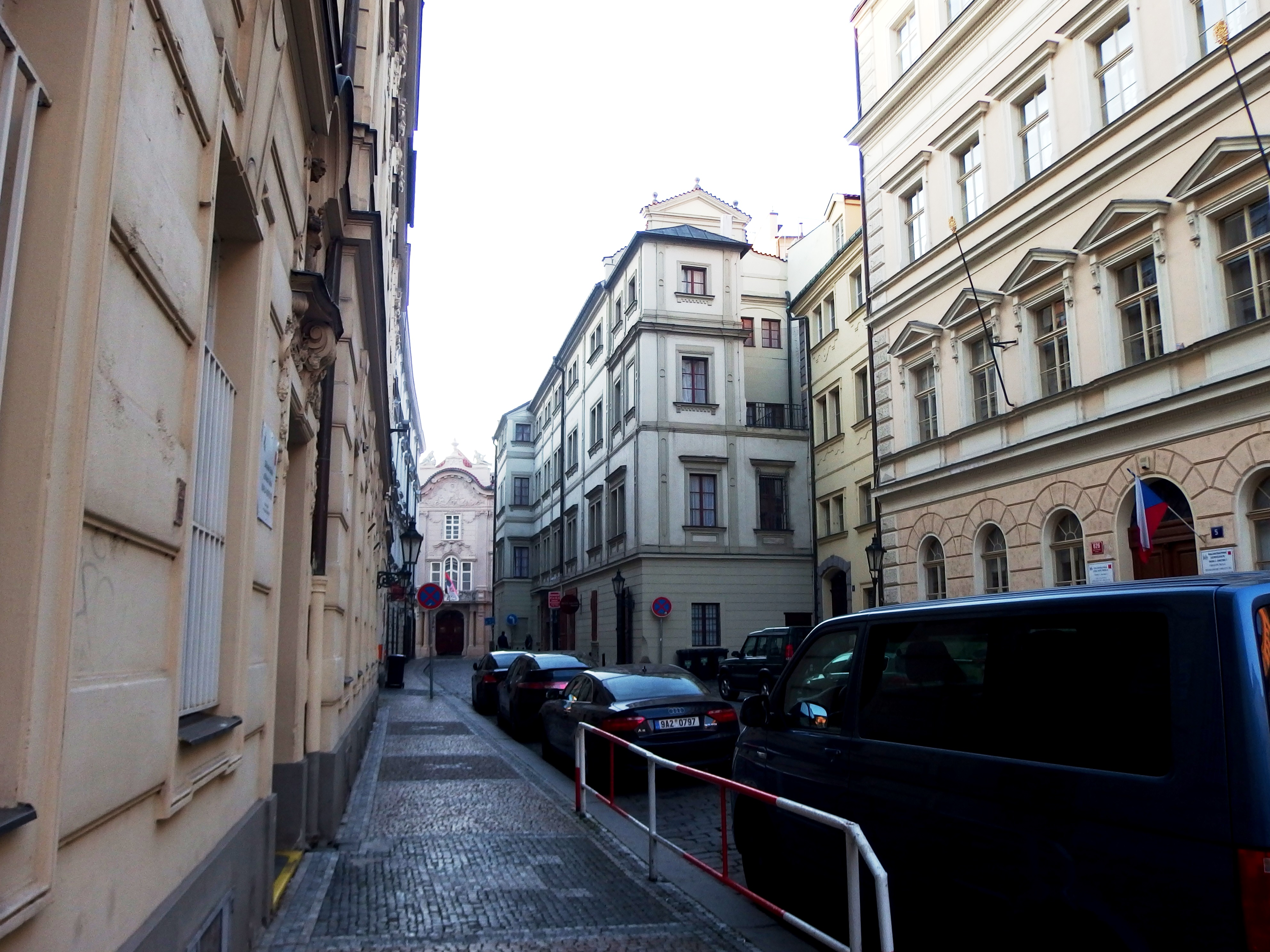
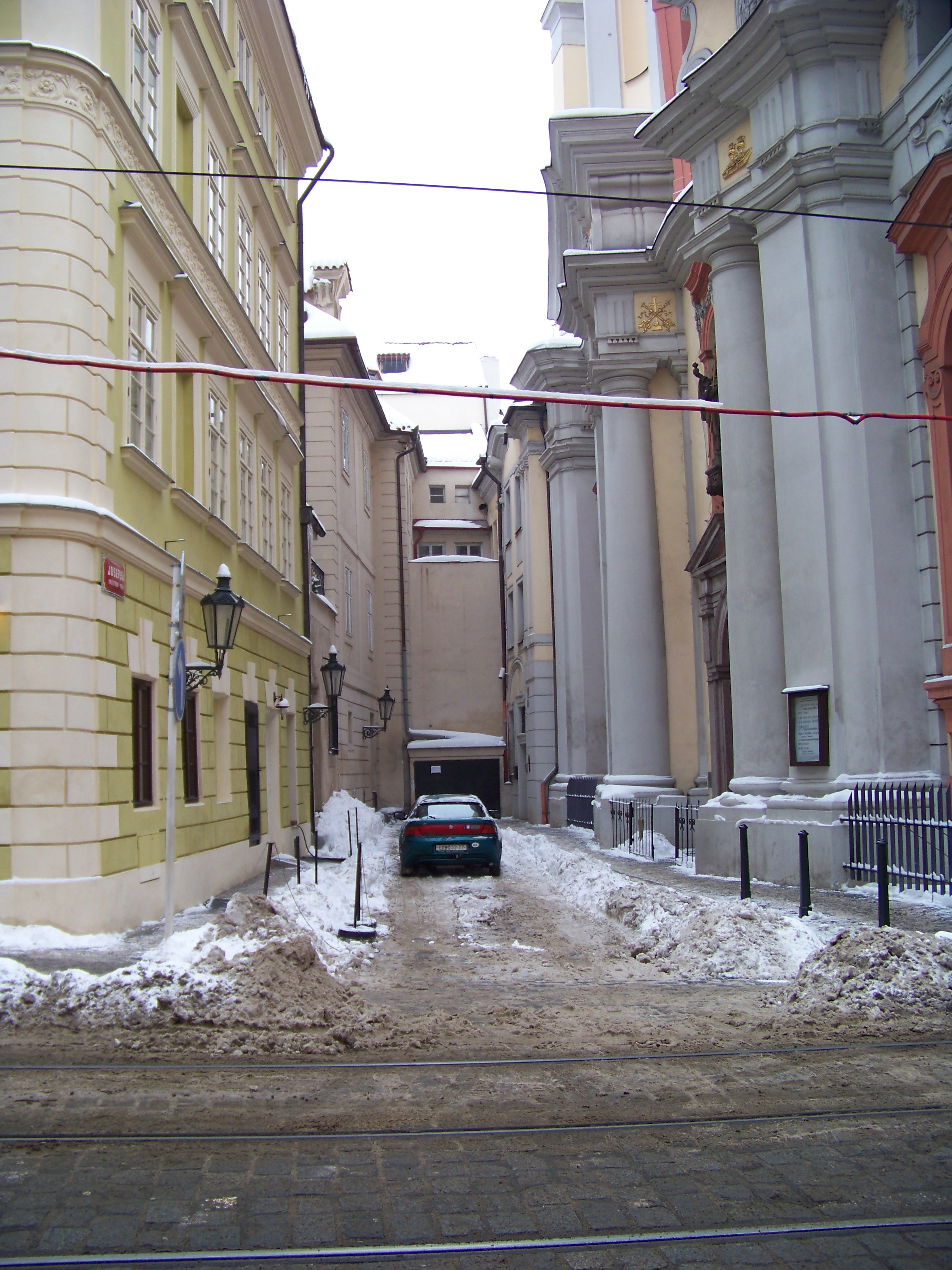
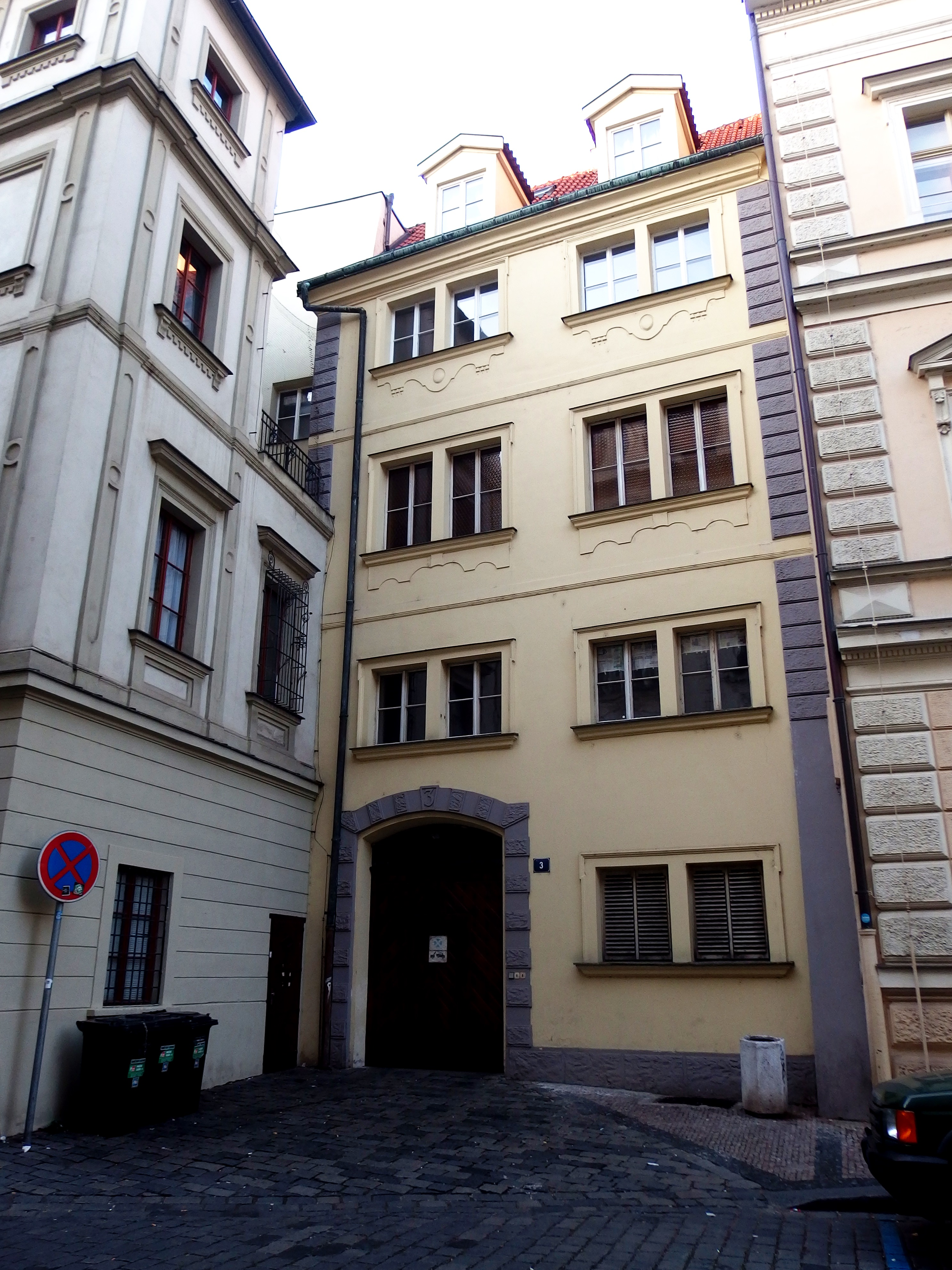
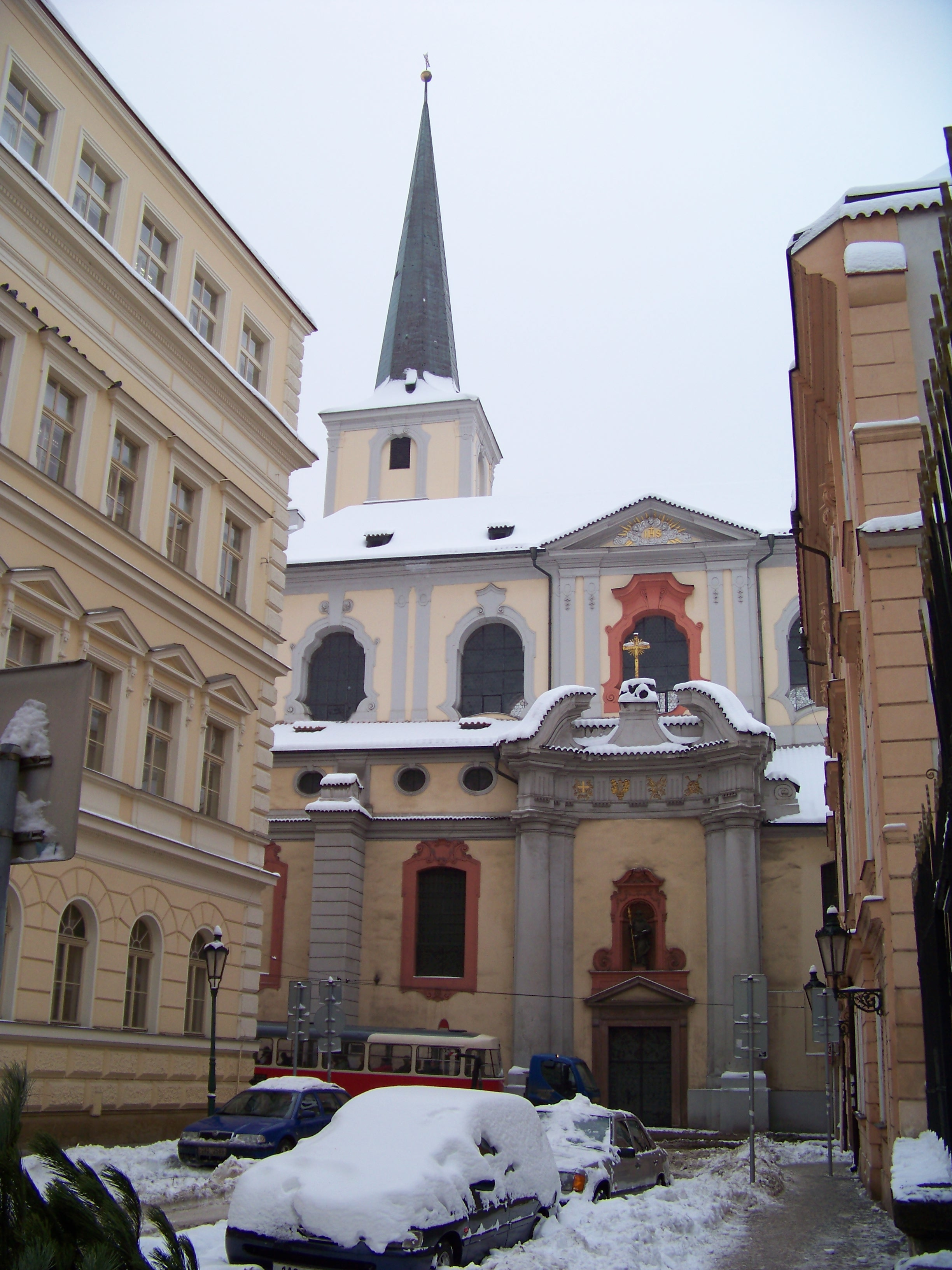
Eglise Saint Thomas
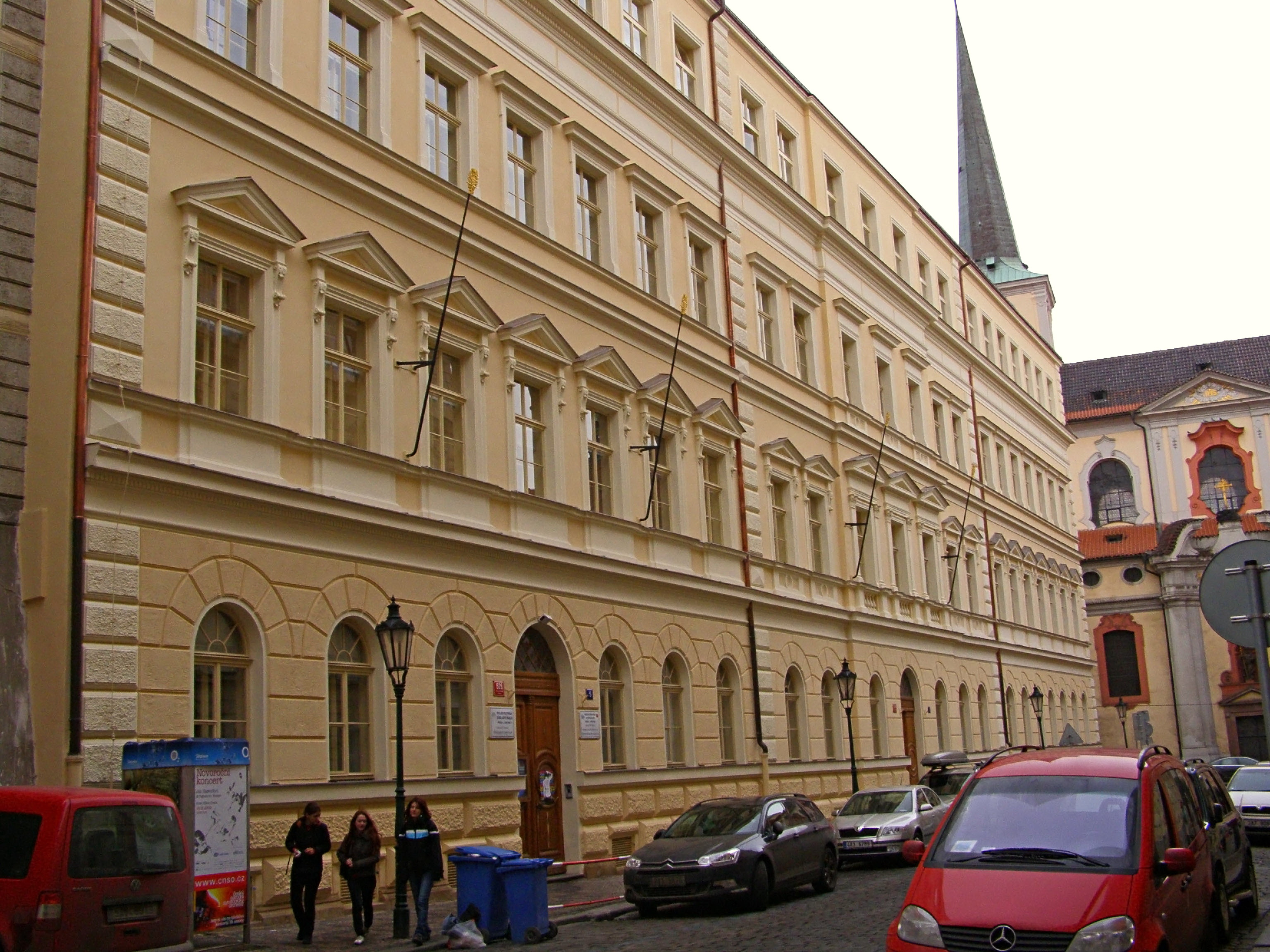

## Bâtiments remarquables et lieux de mémoire
- Maison à l'aigle royal - Josefská 1, Mostecká 24[3]
- Maison aux trois agneaux - Josefská 2, Mostecká 22[4]
- Palais Kaiserstein - Josefska 3, Malostranske namesti 23[5]
- Monastère des Carmélites déchaussés (Malá Strana) - Josefská 4, U Lužického semináře 17[6]
- Palais d'Oettingen - Josefska 6[7]
- Lycée et école primaire de Malostranske - Josefská 7[8]

## Littérature
- Ruth František, Kronika královské Prahy a obcí sousedních, Prague, Pavel Körber, 1903-1904, 1246 p. (lire en ligne), p. 859-862